# Školska knjiga
Školska knjiga je izdavačka kuća sa sjedištem u Zagrebu.

## Povijest
Utemeljena je 1950. nakon reorganizacije Nakladnoga zavoda Hrvatske. Specijalizirala se za izdavanje udžbenika za osnovnu i srednju školu te znanstvenih priručnika. Osim njih objavljuje i stručnu, leksikografsku i kulturološku literaturu, rječnike i književna djela, te izdavanjem časopisa (Republika, Jezik, SMIB, Modra lasta).  Objavila je više od 50 tisuća naslova, ukupne naklade više od 450 milijuna primjeraka knjiga.

## Poznati suradnici
- Ratimir Orban, stručni i tehnički urednik za izdanja veterinarske i humane medicine, kemije i biologije

## Nagrade
- Gradska skupština Grada Zagreba dodijelila je 21. ožujka 2013. Školskoj knjizi d. d. Nagradu Grada Zagreba.[3]

## Izdanja
- Enciklopedija hrvatske povijesti i kulture
- Veliki rječnik hrvatskoga standardnog jezika

## Vanjske poveznice
- Službene stranice